# 井口成人
井口 成人（いぐち なるひと、1951年〈昭和26年〉1月15日 - ）は、日本の俳優、声優、リポーター、演出家。

## 経歴
新潟県南魚沼郡大和町（現：南魚沼市）出身。新潟県南魚沼郡大和町立大和中学校（現：南魚沼市立大和中学校）卒業。新潟県立小出高等学校卒業。高校卒業後上京し、映画館のもぎり、バーテンダーなど数えきれないほど多くのアルバイトを経験、22歳の時から多くの劇団の入団テストを受け、24歳の時に「ブレヒトの会」に入団してから本格的に芝居に取り組むようになる。その後は仲間たちと「ドラマハウス」という団体を組んで独自の演劇活動も行う。
テレビタレントセンター出身。プロダクション東京ドラマハウス、81プロデュースに所属。以前は黒沢良事務所、NPSテアトル、プロダクション來夢、ウイットプロモーションに所属していた。

## 人物
声種はハイバリトン。
名前の由来は当時の1月15日の祝日であった成人の日生まれだったこと。趣味・特技は落語・講演、演出。

## 出演

### テレビドラマ
- お仕事です!（1998年）
- ロマンス（1999年）

### 映画
- 影武者（1980年）
- ボクが病気になった理由（1990年）
- 大地の詩 -留岡幸助物語-（2011年）
- 麻雀放浪記2020（2019年）
- MONDAYS/このタイムループ、上司に気づかせないと終わらない（2022年、映像資料ナレーション） - 声の出演[9]

### テレビアニメ
- ゼロテスター（1974年）
- おれは鉄兵（1977年）
- ルパン三世 (TV第2シリーズ)（1977年 - 1978年）
- 宇宙戦艦ヤマト2（1978年、科学局員C）
- 新・エースをねらえ!（1978年）
- 野球狂の詩（1979年、男B、池上）
- あしたのジョー2（1980年 - 1981年）
- ベルサイユのばら（1980年、ラサール・ドレッセル[要出典]）
- 科学救助隊テクノボイジャー（1982年、アナウンサー）
- さすがの猿飛（1982年、スパイナー高校教頭〈初代〉）
- おねがい!サミアどん（1985年）
- 笑ゥせぇるすまんNEW（2017年、上司）

### 劇場アニメ
- 平成狸合戦ぽんぽこ（1994年、世間まる見えテレポーター リポーター）

### 吹き替え

#### 映画
- 足ながおじさん
- OK牧場の決斗（ビリー・クラントン〈デニス・ホッパー〉） - テレビ東京版
- 荒野の大活劇（銀行員）
- スネーク・アイズ（ギルバート・パウェル〈ジョン・ハード〉） - テレビ朝日版
- セルピコ ※テレビ朝日版（思い出の復刻版ブルーレイに収録）
- 潜水艦X-1号（ノールズ〈ケネス・ファーリングトン〉） - テレビ朝日版（DVD収録）
- 誰が為に鐘は鳴る
- 007は二度死ぬ（宇宙飛行士） - TBS版
- 暴力脱獄
- マッドマックス
- ミッドウェイ（栗田健男中将〈ジム・イシダ〉） - 日本テレビ版
- 野獣戦争（少年、チョーキーの子分、ボクサー、警官、ピートの子分） - 日本テレビ版

#### ドラマ
- 刑事コロンボ
  - シーズン1「指輪の爪あと」（デニング）
  - シーズン2「溶ける糸」
  - シーズン3「野望の果て」
  - シーズン4「祝砲の挽歌」（モーガン生徒〈ブルーノ・カービー〉）
  - シーズン5 #34「仮面の男」
  - シーズン6「さらば提督」（潜水夫）
  - シーズン7「黄金のバックル」

#### アニメ
- ミュータント・タートルズ（レザーヘッド〈初代〉） - 東和ビデオ版
  - ミュータント・タートルズ（アレスター皇帝） - テレビ東京版

#### 人形劇
- サンダーバード 劇場版（ジョン・トレーシー） - 民放テレビ版

### ラジオ
- 土曜スクリーン
- 映画の部屋

### ラジオドラマ
- NHK-FM 青春アドベンチャー「獅子の城塞」（2018年）

### CM
- イトーヨーカドー
- 日本通運
- ソフトバンク
- 日本ハム『あらびきグルメイドステーキ』

### テレビ番組
- NNNニュースプラス1
- ルックルックこんにちは・リポーター出演（1978年 - 2000年、日本テレビ）
- めちゃ×2イケてるッ!（フジテレビ）
- スーパーモーニング（2001年 - 、テレビ朝日）
- ザ・ワイド
- テレビ三面記事 ウィークエンダー
- スッキリ!!
- ムハハのたかじんワイドショー大反省会
- 雨上がり決死隊&さまぁ〜ず有名人100人と（秘）トークしちゃいますSP!
- 日曜ビッグバラエティ
- 中居正広のミになる図書館
- ヨソで言わんとい亭〜ココだけの話が聞ける（秘）料亭〜（2015年1月29日、テレビ東京）
- ご対面バラエティー 7時にあいましょうSP 芸能人ケンカ対面 第3弾！2時間SP（2016年6月27日、TBS）
- クイズ!脳ベルSHOW（2018年4月2日・4月3日、BSフジ）

## 著書
- ネバー・ギブアップ（文芸社）

## 演出
- 舞台「第17回池袋演劇祭受賞「煙が目にしみる」」
- 朗読「霧島神宮御本殿三百年記念　大祭奉祝行事」
- 朗読「浅田次郎短編集 ラブレター・うらぼんえ」